# Endostil

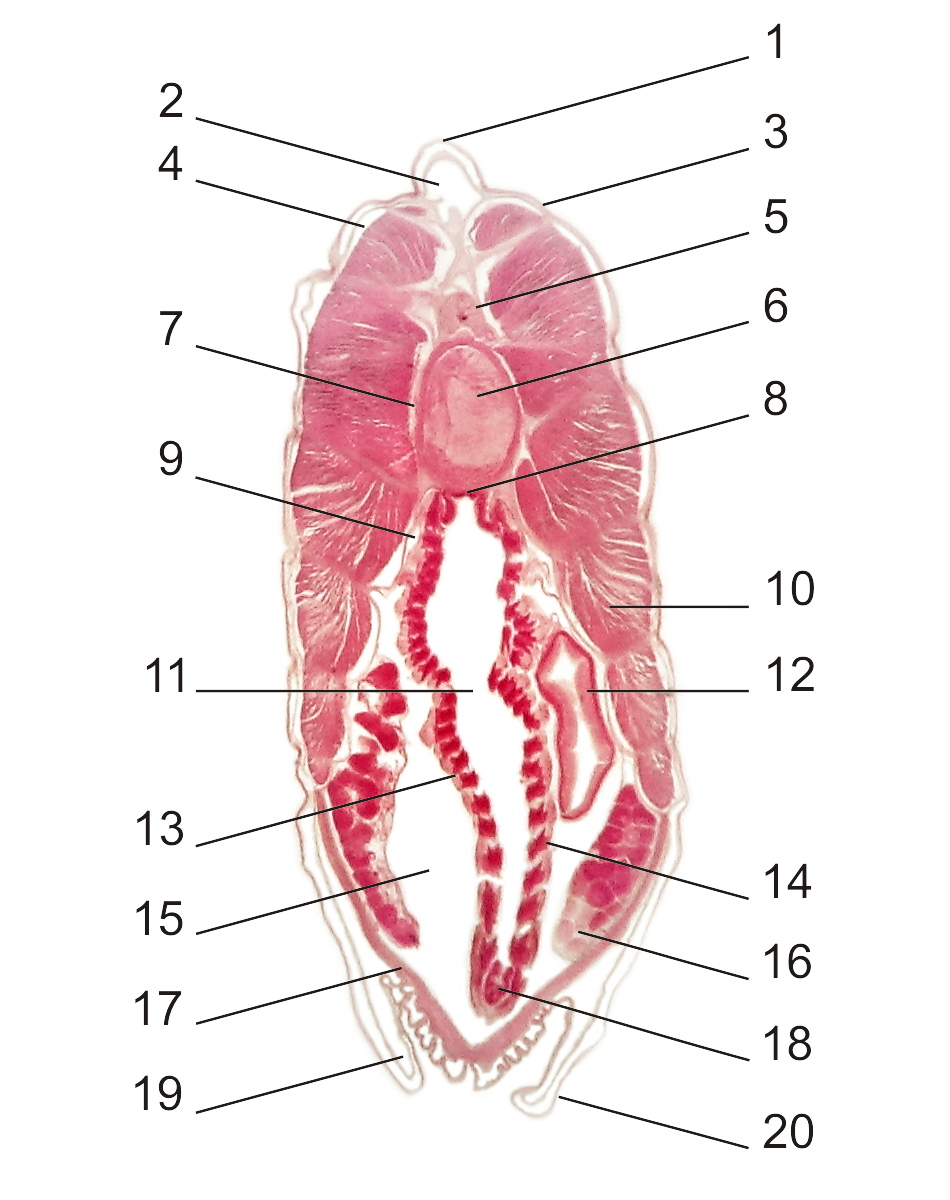
Secció transversal d'un cefalocordat. L'endostil es mostra amb el 18.

L'endostil és un solc ciliat longitudinal que es troba a la paret ventral de la faringe dels urocordats, cefalocordats i les larves de les lamprees. Està format per glàndules mucoses i recobert per teixit conjuntiu i cartilaginós. Produeix una mucositat que atrapa partícules d'aliment, ajudant en el transport de l'aliment cap a l'esòfag.
Presenta cèl·lules relacionades amb el metabolisme del iode (formació de compostos iodats). En les larves de les lamprees es metamorfosa en la glàndula tiroide, a l'adultesa i és considerada com un homòleg de la tiroide dels vertebrats.
Atès que es troba en les tres branques dels cordats, se suposa que sorgí en un ancestre comú d'aquests tàxons, en conjunt amb un canvi en el mètode d'alimentació a un intern d'extracció de partícules d'aliment suspeses en l'aigua.